# 1. DOL 2019-2020 (damer)
1A. DOL 2019-2020 spelades under perioden 12 oktober 2019-7 mars 2020 och var andra upplagan av 1A. DOL under dess nuvarande namn. Den avbröts mellan åttondels- och kvartsfinalerna p.g.a. COVID-19-pandemin.
OK Kamnik blev mästare. Laget vann grundserien, där de vann 12 av 14 matcher.